# Marius Feher
Marius Ioan Feher (sinh ngày 8 tháng 6 năm 1989) là một cầu thủ bóng đá người România thi đấu cho Luceafărul Oradea ở vị trí tiền vệ.